# Anton Burghart

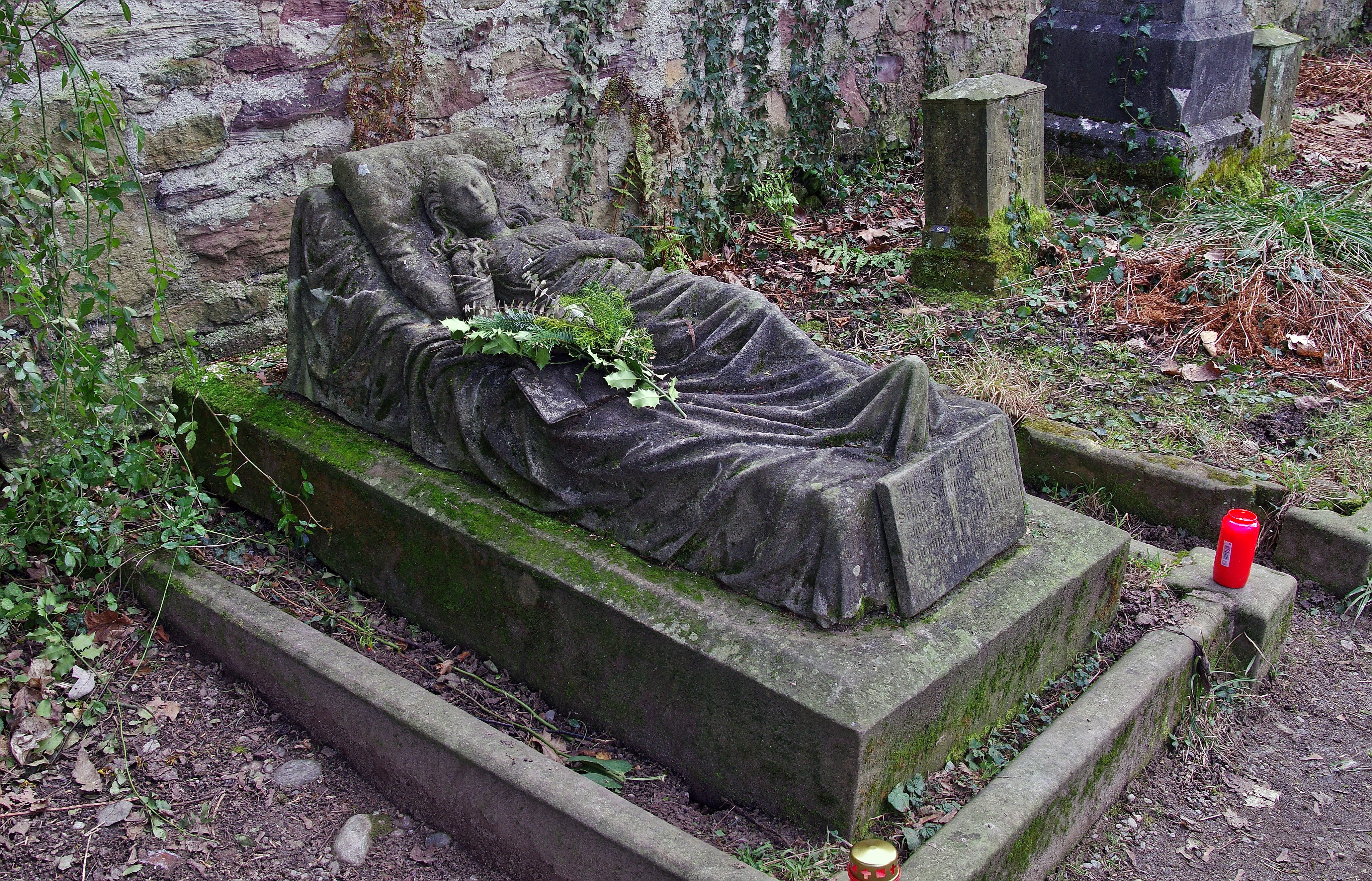
Grab der Caroline Christine Walter († 1867) auf dem Alten Friedhof in Freiburg

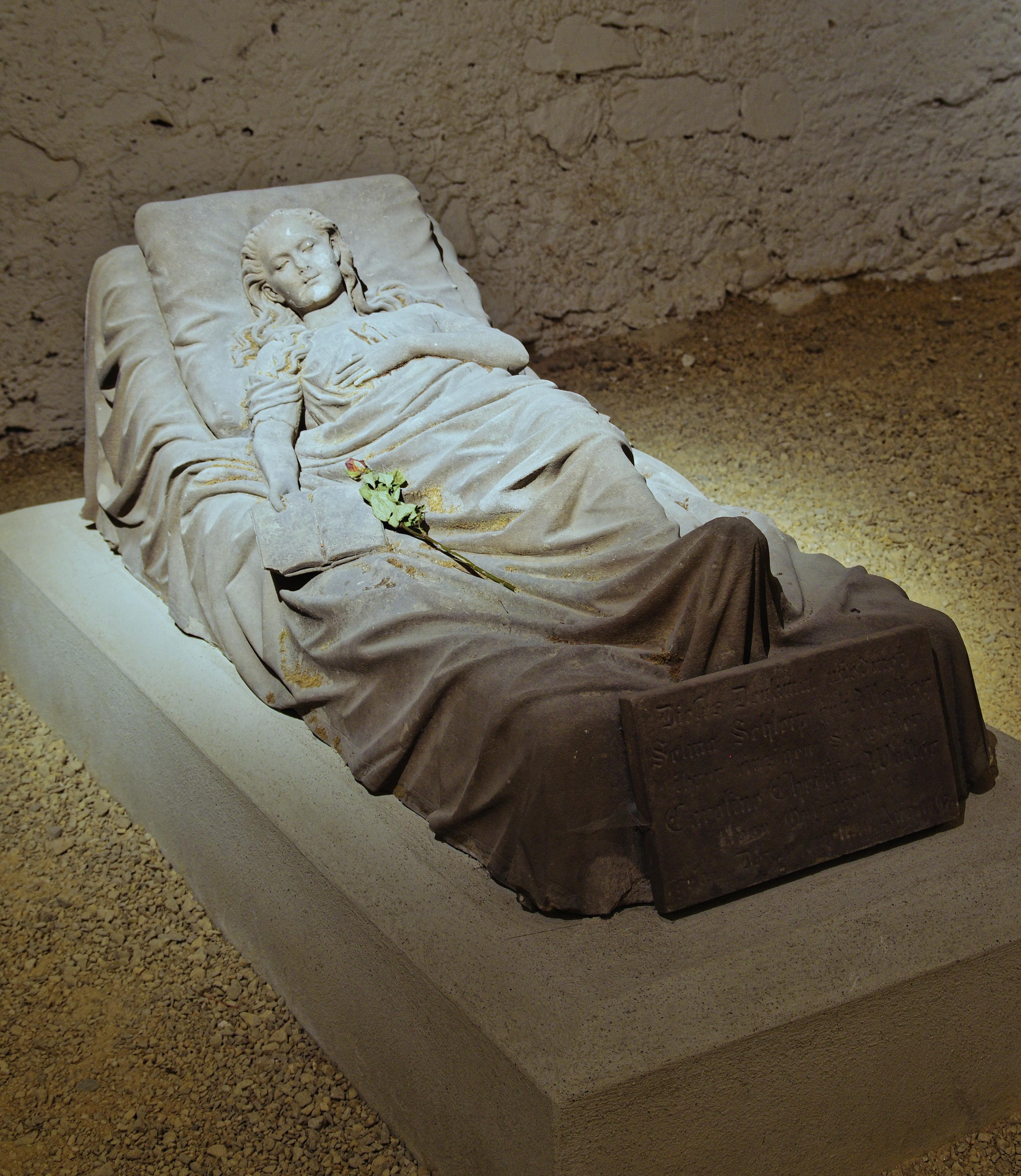
Original in der Gruft von St. Ursula

Anton Burghart (auch: Burghard und Burkart) war ein von 1865 bis 1876 in Freiburg im Breisgau tätiger Bildhauer.
Burghart arbeitete ab 1864 mit seinem Kollegen Karl Eckert (auch Ekert) zusammen, bevor er ab ca. 1868 allein tätig war. Um 1870 begann er mit der Ausbildung des Bildhauers Wilhelm Wintermantel, der gegen Ende des 19. Jahrhunderts für Gustav Adolf Knittel die Ausführung der Friburgia-Gruppe im Stühlinger übernahm.
Burghart schuf einige Grabmäler auf dem Alten Friedhof in Freiburg. Hierzu gehören das Grab Maidele († 1866), das Grab Rotzinger († 1871) sowie das berühmteste Grab des Friedhofs – das der Caroline Christine Walter († 1867).